# Luiz Carlos Vasconcelos

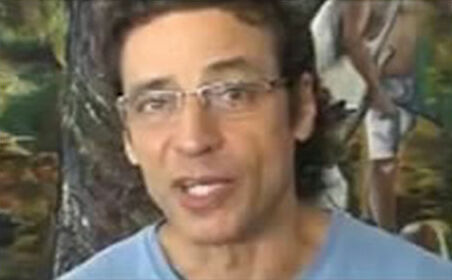
Luiz Carlos Vasconcelos

Luiz Carlos Vasconcelos (* 25. Juni 1954 in Umbuzeiro, Paraíba, Brasilien) ist ein brasilianischer Schauspieler.

## Leben
Theater und insbesondere Zirkus waren schon immer die großen Leidenschaften von Luiz Carlos.
Des Weiteren hat er sich sehr für das Zusammenspiel von Theater und Literatur interessiert. Einmal schrieb er einen Roman von Guimaraes Rosa in ein erfolgreiches Theaterstück namens O da Vau Sarapalha um. In Dänemark studierte er Theater und schloss sein Literaturstudium an der UFPB (Universidade Federal da Paraíba), einer Universität in João Pessoa, Paraíba, Brasilien, ab.
In den späten 1970er Jahren gründete er die Escola Piollin (Schule), die nach einem berühmten brasilianischen Clown benannt ist. In der Schule wurden anfangs Kinder und Jugendliche in Kunst (Theater und Zirkus) unterrichtet. Heute bietet die Schule, die eine Ergänzung zur öffentlichen Schule darstellen soll, eine Vielfalt an Möglichkeiten wie beispielsweise Kunst, Tanz, Informatik, Literatur, Musik, Theater, Mode, Zirkus, Sport und Fremdsprachen an. Die Schüler stammen zum Großteil aus dem der Schule angrenzenden Armutsviertel (Favela). In der Escola Piollin soll die Kreativität dieser Kinder gefördert werden und ihr Bewusstsein für ihre Situation und ihre Rechte gestärkt werden. Im Jahre 1983 organisierte er ein Clown-Festival in Paraiba. 2001 veranstaltete er ein Fest, bei dem Clowns aus vielen Teilen der Welt zusammentrafen. 1997 begann er seine Karriere als Kinoschauspieler in O Baile Perfumado. Seine bekanntesten Filme sind EU, TU, ELES (2000), Abril Despedaçado (2001) und Carandiru (2003).

## Filmografie (Auswahl)

### Kino
- 1997: Baile Perfumado
- 1998: O Primeiro Dia
- 2000: Eu Tu Eles
- 2001: Hinter der Sonne (Abril Despedaçado)
- 2003: Carandiru
- 2004: Árido Movie
- 2006: Romance do Vaqueiro Voador
- 2007: Mutum
- 2018: Marighella

### Fernsehen
- 2000: Você Decide
- 2002: Pastores da Noite
- 2004: Senhora do Destino
- 2005: Carga Pesada
- 2005: Carandiru, Outras Histórias
- 2007: A Pedra do Reino
- 2008: O Natal do Menino Imperador
- 2008: Faça sua História
- 2008: Dicas de Um Sedutor
- 2008: Casos e Acasos
- 2008: Queridos Amigos
- 2019: Aruanas